# Jean de Gavardie

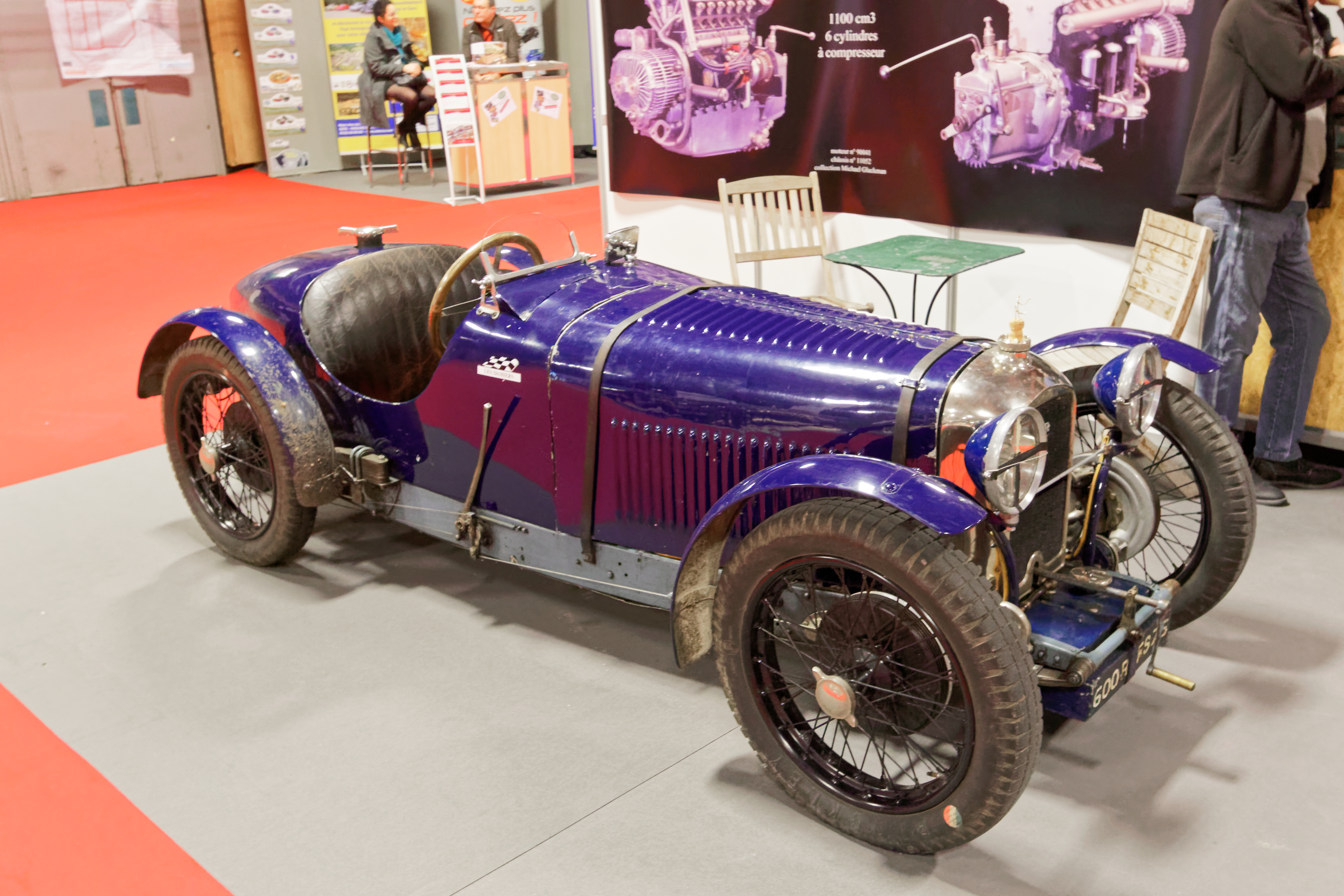
Auf einem Amilcar C6 startet Jean de Gavardie beim 24-Stunden-Rennen von Le Mans 1934

Jean Bertrand Dufaur de Gavardie Monclar (* 10. Mai 1909 in La Roche-sur-Yon; † 23. August 1961 in Souprosse) war ein französischer Autorennfahrer.

## Karriere als Rennfahrer
Jean de Gavardie war zweimal beim 24-Stunden-Rennen von Le Mans am Start. 1933 fuhr er gemeinsam mit seinem Bruder Henri de Gavardie einen Amilcar CO Spéciale Martin an die 12. Stelle der Gesamtwertung. Im Jahr darauf war er Teamkollege des US-Amerikaners Leon Duray (Leon Duary kam als George Stewart zur Welt und nahm später den Nachnamen des französischen Rennfahrers Arthur Duray an, den er sehr verehrte). Auf einem Amilcar C6 erreichte das Duo den 14. Gesamtrang.

## Statistik

### Le-Mans-Ergebnisse
| Jahr | Team             | Fahrzeug                   | Teamkollege       | Platzierung | Ausfallgrund |
| ---- | ---------------- | -------------------------- | ----------------- | ----------- | ------------ |
| 1933 | Équipe de l’Ours | Amilcar CO Spéciale Martin | Henri de Gavardie | Rang 12     |              |
| 1934 | Jean de Gavardie | Amilcar C6                 | Leon Duray        | Rang 14     |              |